# Libanon
 Der er for få eller ingen kildehenvisninger i denne artikel, hvilket er et problem. Du kan hjælpe ved at angive troværdige kilder til de påstande, som fremføres i artiklen.

Libanon (arabisk: لبنان Libnān eller Lubnān), officielt Republikken Libanon (arabisk: al-Jumhūrīyah al-Lubnānīyah), er en suveræn stat i Vestasien. Libanon omfatter et areal på 10.452 km2 og har ca. 6 mio. indbyggere. Landet har kystlinje til Middelhavet og grænser op til Syrien mod nord og øst og Israel mod sydvest. Trods sin forholdsvis ringe udstrækning er landskabet yderst sammensat og består af fire hovedområder: kysten, et bjergbælte nær kysten, Bekaa-dalen samt Antilibanon-bjergkæden og Hermonbjerget ved grænsen mod Syrien. Langs kysten er en smal stribe frugtbart lavland. Klimaet varierer fra subtropisk klima med varme somre og milde, regnfulde vintre ved kysten til meget tørkepræget inde i landet.
Landet gennemgik en blodig og ødelæggende borgerkrig fra 1975-1990. Borgerkrigen skønnes at have krævet ca. 150.000 døde. Flere nabolande, blandt andet Syrien og Israel, var indblandet i den årelange konflikt. Israel invaderede det sydlige Libanon og rømmede først området i 2000. I de følgende år var Sydlibanon præget af sporadiske sammenstød mellem Israel og Hizbollah i det omstridte Shebaa Farms område, som af Libanon hævdes at være besat libanesisk territorium, og ikke syrisk territorium, som hævdet af Israel og FN. Fra 1976 til 2005 havde Syrien reelt besat store dele af landet. Efter borgerkrigen fulgte et par rolige år, men efter drabet på den tidligere premierminister Rafik Hariri i februar 2005 var der uro i Libanon med flere massedemonstrationer rettet mod de syriske styrkers tilstedeværelse, og Syrien blev efter internationalt pres tvunget til at trække sine 14.000 soldater ud af landet. De sidste soldater forlod landet den 26. april 2005.
Landet blev i sommeren 2006 kastet ud i endnu en krig, da Hizbollah i det sydlige Libanon kidnappede to israelske soldater. Israelerne svarede prompte tilbage ved at sønderbombe den sydlige del af landet, hvor Hizbollah holder til. Op mod en halv million libanesere blev tvunget bort fra deres hjem og måtte leve i flygtningelejre og på skoler. Konflikten blev løst i løbet af sommeren og flygtningene begyndte langsomt at vende hjem til deres hjem i Sydlibanon.
Libanon var for få år siden et foregangsland i Mellemøsten med økonomisk liberalisering og høje vækstrater og kendt som Mellemøstens Paris. Men de massive flygtningestrømme fra Syrien kombineret med en meget stor offentlig gæld er blevet en alvorlig udfordring for landet, som er presset både økonomisk og politisk. Den store flygtningestrøm fra Syrien lægger et stort politisk og økonomisk pres på landet. Hver fjerde indbygger i Libanon er flygtning fra Syrien, hvilket presser både de svage offentlige finanser og infrastrukturen. Flygtningene er primært sunnimuslimer, hvilket er med til skubbe til landets fine balance mellem sunnimuslimer, shiamuslimer og kristne. Libanons udenrigshandel består hovedsagelig af frugt, grøntsager og forskellige tekstiler. Landet fik i modsætning til nabolandene tidligt etableret en betydelig industri. Libanon har ikke selv olie, men modtager olie fra nabolandene til videre forarbejdning. De fremstiller også møbler og forskellige trævarer.

## Historie
I Libanon er fundet spor af en forhistorisk befolkning. Det ældste bjergfolk, som historien omtaler, var amoriter; ituréer omtales i begyndelsen af moderne tidsregning. Kysten var i oldtiden beboet af fønikerne, som sandsynligvis var indvandret fra øst. Deres livlige handel gav dette kystland verdenshistorisk betydning. Senere kom disse egne under den græske kulturs indflydelse, og kristendommen trængte tidligt ind i visse dele af bjerglandet, mens i andre hedenskabet levede videre og endog menneskeofringer længe forekom. Endnu op til omkring år 1900 var landet rigt på små klostre.

### Osmannisk overherredømme
Druserne havde lige siden korstogstiden været styret af temmelig selvstændige arvehøvdinge. De første blandt dem tilhørte slægten Tanuch og anerkendte omkring 1300 den egyptiske sultans overhøjhed. I 1517 erobrede tyrkerne Egypten, hvorved også druserne kom under deres styre. Tyrkerne overdrog magten til slægten Maan, som med Fachr-ed-din i begyndelsen af 1600-tallet vandt stor anseelse. Den højeste værdighed overgik derefter, i begyndelsen af 1700-tallet, til slægten Sjehâb. Den betydeligste høvding af denne slægt, Emir Besjir, afsattes i 1840 af tyrkerne, idet han stod i godt forhold til Ibrahim Pascha, da denne forsøgte at trænge frem i Syrien. Emir Besjir overgik til maroniterne, som hidtil havde stået i afhængighed af drusiske sheiker, og antog deres lære, hvorefter der mellem de to folk i 1841 udbrød en blodig krig, som varede tre år.
Libanons indbyggere er for en stor dels vedkommende af syrisk herkomst, henholdsvis maroniter i de nordlige dele indtil Nahr el-Kelb og drusere i de sydlige. Baggrunden herfor er, at islam og araberne aldrig formåede at trænge dybt ind, og at tyrkerne aldrig under deres formelle herredømme over landet evnede fuldstændigt at undertrykke Libanon. Som følge af de geografiske forskelle i beboelsen af de to hovedfolk forsøgte Tyrkerne at dæmpe uroen ved at lade hvert af landene blive styret af en indenlandsk leder, "kaimmakam", den ene i den nordlige del, den anden i den sydlige; for områder med blandet befolkning stipuleredes særskilte bestemmelser. Denne ordning bestod til det store blodbad i 1860.
Urolighederne fortsatte imidlertid og blev i slutningen af 1850-erne meget voldsomme. Druserne plyndrede og myrdede under de udsendte tyrkiske troppers påsyn og endda med deres hjælp. I Damaskus myrdedes kristne i tusindvis. Dette fik stormagterne til at gribe ind. Fra august 1860 til juni 1861 blev landet holdt besat af en fransk styrke, og i oktober 1860 sammentrådte i Beirut en international kommission for at ordne forholdene i Libanon. I juli 1861 tilsatte Porten en for drusere og maronitter fælles kristen guvernør, Daûd Pascha, som formåede at genskabe roen ved at fjerne de tyrkiske militærenheder, opstille en egen troppestyrke, rekrutteret fra begge Libanons folkeslag og begynde at nedbryde de feudale forhold, som havde været grundlaget for drusernes militære overlegenhed.

### Det tvedelte land
Som følge af Frankrigs indgriben erklæredes Libanon i 1882 for en selvstændig, fra Syrien udskilt provins (liva, pashalik), som ifølge den forfatning, som den europæiske konference i Konstantinopel fastlagde i 1864, skulle styres af en kristen guvernør udnævnt af sultanen (der tillige udnævnte underguvernørerne i de 7 mudirat, i hvilke Libanon var opdelt) og kun underordnet ham. Guvernøren udnævnte alle embedsmænd, oppebar alle skatter, rådede over den væbnede styrke og så videre. Ved hans side stod et af tolv medlemmer fra de forskellige religionssamfund sammensat centralråd (medjlis), som fordelte skatterne og kontrollerede udgifterne. Det var dog kun rådgivende, og guvernøren kunne undlade at rådspørge det. Et indenlandsk landeværn vågede over den almindelige ordnings opretholdelse. Guvernøren residerede i Baabde, ved jernbanen syd for Beirut, om sommeren i Beteddin nær Deir el-Kamar, omkring 30 km syd for Beirut. Til denne autonome provins hørte dog ikke de tre vigtigste havnebyer Tripolis, Beirut og Saida, idet disse forblev under Syrien. Befolkningen blev i 1886 anslået til 262.000 indbyggere, hvoraf 167.200 var maronitter, 21.000 græsk-ortodokse, 28.500 schismatiske grækere, 28.000 drusere, 7.500 muslimer, 9.250 metaviler og 600 protestanter. Kystegnene var overvejende beboede af muslimer.

### Fransk mandatområde
Efter 1. verdenskrig ændredes de politiske forhold i Mellemøsten. Libanonområdet blev den 3. august 1920 proklameret som en egen stat under Frankrigs mandat (fransk: État du Grand Liban) og afgrænset i nord af Nahr el-Chebir, i øst af "Anti-Libanon" og Hermon, i syd af Palæstina og mod vest af Middelhavet. Foruden bjergområdet hørte til den nye stat tillige Bekaa-dalen mellem Libanon og Anti-Libanon. Landets areal var 10.855 km2 med 628.863 indbyggere, hvoraf 330.387 og 274.711 muslimer i 1922; hertil kom et stort antal emigranter fra Tyrkiet. Den nye stats udråbelse skete efter en skarp konflikt mellem franskmændene og emir Faisal, som først havde fået tildelt den østre del af området som sit okkupationsområde, men derefter med våbenmagt blev fordrevet derfra af den franske general Gouraud. Libanon fik fra april 1922 en valgt repræsentation (conseil repré-sentatif) og styredes af en guvernør, bistået af et af embedsmænd sammensat regeringsråd. Hovedstad blev Beirut. Alle udenrigsanliggender og Frankrigs interesser i Libanon blev varetaget af den franske overkommissær i Syrien.
Først i 1946 blev Libanon reelt selvstændigt. De fem hovedprovinser var domineret af forskellige etniske grupper med udstrakt selvstyre helt op til de sidste årtier af det 20. århundrede: drusere, maronitter, shiaer, sunnier og de forskellige militsgrupper, der var udsprunget fra disse.

### Borgerkrigen 1975 – 2000
I 1975 brød borgerkrig ud. De maronittiske militser udgjorde Den libanesiske Front, og palæstinske grupperinger dannede Den nationale Bevægelse sammen med det drusiske socialistparti og andre libanesiske venstregrupperinger. Da den kristne falangist-milits belejrede palæstinensiske flygtningelejre i 1976, gik PLO aktivt ind i krigen. I januar samme år sendte Syrien en syrisk-palæstinensisk styrke ind i Libanon, og i april 1976 var det de kristne maronitter, som bad om hjælp fra Syrien.
Kampene i Libanon blussede op igen i 1977, da druser-lederen Kamal Jumblatt blev myrdet og druserne hævnede drabet med en massakre i kristne landsbyer. Urolighederne fortsatte til trods for, at FN indsatte fredsstyrken UNIFIL i 1978. Fire år senere trængte israelske styrker tværs gennem FN-styrkerne og stansede ikke før de nåede Beirut. Målet var at tvinge PLO ud af Libanon. Maronitterne sluttede sig til de israelske soldater, mens sunni-militsen Mourabitoun og sjia-militsen Amal kæmpede mod dem sammen med PLO. Efter to måneder trak PLO sig ud og flyttede hovedkvarteret til Tunis.
Kampene i Sydlibanon sluttede, da Israel trak sig helt ud i 2000, men forblev i det omtvistede Shebaaområde. Men Syrien trodsede FN og beholdt sine 35.000 soldater i landet, og sin udstrakte indflydelse over den indenrigspolitiske udvikling. I praksis blev der ikke truffet nogen vigtige beslutninger i Libanon, uden Syrien havde godkendt dem. Syrien har okkuperet dele af Libanon i 25 år, og haft en stærk indflydelse på politikken i landet.
Ifølge Taif-aftalen fra 1989 skulle de syriske tropper trække sig tilbage til Beka'a-dalen i Østlibanon, efter en del grundlovsreformer var gennemført i Libanon. De blev gennemført i 1993, men syrerne forblev i landet. Siden har syrerne dog trukket sig tilbage fra kontrolposter i Beirut og langs hovedvejen Beirut-Damaskus.

### Borgerkrig og krise
Libanons historie er præget af konflikter mellem en række forskellige trosretninger inden for kristendommen og islam.
Landet gennemgik en ødelæggende borgerkrig fra 1975-1990. Flere nabolande var indblandet i konflikten, bl.a. Israel og Syrien. Israel invaderede det sydlige Libanon og rømmede først området i 2000. I forbindelse med denne krig, blev mellem 700 og 3500 flygtninge dræbt under massakren i Sabra og Shatila. Som var en gengældsaktion for massakren i Damur som foregik den 20. januar 1976, hvor palæstinensiske og muslimske militsenheder efter længere tids belejring stormede den kristne libanesiske kystby Damur. Mellem 330 og 500 blev dræbt under massakren. Syrien havde tropper stationeret i landet fra 1975 frem til 2005. Desuden støttede Iran oprettelsen af den shiitiske Hizbollah-milits i 1982, som især har bekæmpet israelske mål i Sydlibanon og selve Israel med selvmordsbomber og især katusha-raketter mod mål i Nordisrael.

### Syrisk lydregering, Cederrevolution og krig i syd
Den 14. februar 2005 blev den tidligere libanesiske statsminister Rafik al-Hariri dræbt ved et bombeattentat i Beirut, sammen med 14 andre. Det blev af mange formodet, at Syrien stod bag attentatet. Attentatet på al-Hariri udløste massive protester og demonstrationer, den såkaldte Cederrevolution, der var rettet mod Syrien og den syriske indflydelse i landet og krævede en uvildig undersøgelse af attentatet og dets gerningsmænd. Som følge af protesterne måtte premierminister Omar Karami og hans regering gik af to uger efter attentatet. Libanons præsident Emile Lahoud påtog sig opgaven at få dannet en ny regering, men demonstranterne forlangte ligeledes præsident Lahouds afgang, da han ansås som Syrien-venlig.
Efter internationalt pres trak Syrien sine sine 14.000 soldater ud af Libanon, og de sidste soldater forlod landet d. 26. april 2005.
Libanon vendte tilbage til parlamentarisme, og der afholdtes valg i 2005. Et frit parlamentsvalg i juni 2005, det første i 29 år uden syrisk okkupationstropper i landet, blev en stor sejr for den antisyriske opposition med den myrdede Hariris søn Saad Hariri i spidsen.
En FN undersøgelse blev iværksat vedrørende attentatet. FN's undrsøgeleskommission fastslog, at der var indikationer for, at attentatet var blevet gennemført af efterretningstjenesterne i Syrien og Libanon.
Landet blev i sommeren 2006 kastet ud i en ny krig, da Hizbollah i det sydlige Libanon affyrrede adskillige missiler mod Israel, ligesom Hizbollah dræbte tre israelsk soldater og to to soldater til fange.
Israelerne svarede tilbage ved at iværksætte angreb med flystyrker og artilleri mod mål i Libanon og en invasion i det sydlige Libanon. Konflikten ophørte officielt ved FN Resolution 1701 den 14. august 2006, der foreskre en våbenhvile.. Omkring 1.191 libanesere og 160 israelere blev dræbt under konflikten. Beiruts sydlige forstæder blev kraftigt beskadiget af israelske flyangreb.

#### Ustabilitet og påvirkning fra den syriske borgerkrig
Mellem 2006 og 2008 opstod i Libanon protester under ledelse af grupper, der var imod den valgte premierminister pro-vestlige Fouad Siniora. Protestbevægelserne ønskede en "national samlingsregering", som de overvejende shiamuslimske oppositionsgrupper skulle have vetoret. Da præsident Émile Lahouds embedsperiode udløb i 2007 afviste oppositionsgrupperne at stemme for en afløser, med mindre der blev indgået en aftale om deling af magten i landet, hvilke ledte til, at landet stod uden præsident.
Der opstod væbnede kampe i 2007 i og omkring Nahr al-Bared mellem den libanesiske hær og den radikale palæstinensiske sunni-muslimske bevægelse Fatah al-Islam, hvor flere hundrede soldater, oprørere og civile omkom.
Uroen i landet eskalerede i maj 2008, hvor den libanesiske regering erklærede Hizbollahs kommunikationsnetværk ulovligt, hvorefter styrker fra Hizbollah og Amal besatte det vestlige Beirut. Efter væbnede kampe mellem parterne og mellem 50 og 100 dræbte blev de væbnede fjentligheder afsluttet ved Doha-aftalen, hvorefter Michel Suleiman blev præsident og der blev dannet en samlingsregering med vetoret til oppositionen. Aftalen var en sejr for oppositionen, da regeringen gav efter for alle dens hovedkrav.
I januar 2011 kollapsede den libanesiske samlingsregering grundet stigende spændinger mellem parterne i anledning af arbejdet i det særlige tribunal, der forberedte tiltaler mod de medlemmer af Hizbollah, der havde medvirket til attentatet på Hariri. Parlamentet valgte Najib Mikati, kandidat fra det Hizbollah-kontrollerede 8. marts alliance, som ny premierminister. En rapport lækket af avisen Al-Akhbar i november 2010 fastslog, at Hizbollah havde lagt planer om at tage magten i landet, såfremt tribunalet udstedte arrestordrer på dets medlemmer.
Udbruddet af borgerkrigen i Syrien skabte yderligere uro i Libanon, der modtog mere end en million syriske flygtninge i 2014. Antallet af flygtninge indebar, at den libanesiske regering i 2015 anmodede UNHCR om at indstille registreringen af syriske flygtninge. I oktober 2016 anslog regeringen af der opholdt sig 1,5 million syrere i landet.

#### Krise 2019–2022
I oktober 2019 udbrød på ny massedemonstrationer som følge af regeringens planer om nye skatter på bl.a. benzin, tobak og telefonopkald over WhatsApp. Demonstrationerne udviklede sig til også at opfatte protester mod styret og den omfattende korruption, den elendige økonomi og manglen på daglige fornødenheder som elektricitet, renovation m.v. Protesterne førte til endnu en politisk krise i landet. Premierminister Saad Hariri tog sin afsked og bakkede op om demonstranternes krav om en regering af uafhængige eksperter. Hassan Diab overtog posten som premierminister og dannede en ny regering uden at dette dog har ført til ro i landet. Libanons økonomi led under en voldsom inflation på op til 50%  og en mangel på likviditet.
Den 4. august 2020 skete en voldsom eksplosion i Beiruts havn, der ødelagde store områder i byen og dræbte mere end 200 mennesker. Årsagen var den skødesløse opbevaring af 2.750 ton ammoniumnitrat i et varehus, der ved et uheld brød i brand. Eksplosionen medførte fornyede protester mod regeringen og premierminister Hassan Diab og dennes regering måtte gå af kort efter, men fortsatte som et forretningsministerium. Demonstrationerne fortsatte ind i 2021.
I marts 2021 meddelte energiministeriet, at der ikke var penge til at indkøbe olie til elektricitetsværkerne. En ny regering overtog magten i september 2021 under Najib Mikati. I oktober 2021 opstod et nationalt nedbrud i elektricitetsforsyningen, da der ikke var brændstof til kraftværkerne. Nedbruddet førte til nye uroligheder, hvorunder et antal mennesker blev dræbt.
Ved udgangen af 2021 ligger Libanon efter de årelange uroligheder og interne magtkampe i økonomisk ruin, hvor mere end 80 % af befolkningen er under fattigdomsgrænsen. Europa-Parlamentet har kaldt situationen "en menneskeskabt katastrofe forårsaget af en håndfuld mænd på tværs af den politiske klasse".
Der blev afholdt valg i 2022, hvor den Iran-støttede shia-muslimske koalition mistede flertallet. Hizbollah bevarede dog sine pladser i parlamentet.  

## Geografi
Libanon ligger i Mellemøsten og grænser i nord og øst til Syrien, i syd til Israel samt i vest til Middelhavet.
Landet har et areal på næsten 10.452 km².
Landet er omtrent 200 km fra nord til syd og omtrent 40 km bredt.
Landet er opdelt i fire landskabsregioner, som forløber parallelt med kysten:
1. Den smalle kyststribe, som udvider sig noget i nord og syd.
2. De stærkt kløftede Libanon-bjerge, som er op til 3000 meter høje.
3. Bekaadalen, som til trods for at den ligger i regnskygge af Libanonbjergene alligevel er meget frugtbar (vindyrkning) takket være kunstig vanding .
4. Den tørre Antilibanon-bjergkæde og Hermonbjerget, som danner grænsen mod Syrien.

Kysten ved Middelhavet består i nord og syd af langstrakte sandstrande mens strækningen der imellem er mere varierende. Kystområdet er opdyrket og gennemskæres af floder. Området er Libanons mest tætbefolkede og med flere historisk intressante byer.
Fra nord til syd strækker to parallelle bjergkæder sig. Nærmest kysten strækker sig bjergkæden Libanon, som normalt inddeles i Amil i syd, Chouf i midten og Libanonbjerget i nord med den højeste top Qurnat as Sawda 3.088 meter over havet. Længere inde i landet ligger bjergkæden Anti-Libanon med bjerget Hermon i syd 2.817 meter over havet.
Mellem bjergkæderne ligger Bekaadalen på omtrent 800 meters højde over havet. Dalen er 177 kilometer fra nord til syd men kun 10-16 kilometer bred. Dalen er opdyrket, og gennem den flyder floden Litani sydover. Længere nordpå flyder Nahr al-Asi (Orontes) mod nord gennem Syrien til sit udløb i Middelhavet vest for Antakya (Antiokia) i Tyrkiet. Dalen er en del af den riftdal, som strækker sig fra Østafrika op til Tyrkiet.
- Højeste punkt: Qurnat as Sawda (3.087 m)
- Laveste punkt: Middelhavet (0 m)
- Råstoffer: kalksten, stensalt, jern.

Større byer:
- Beirut (Hovedstad) 1.500.000 indbyggere
- Tripoli 200.000
- Zahlé 200.000,
- Sidon 100.000,
- Tyr 70.000

### Klima
Klimaet i Libanon er temmelig varieret til dels beroende på de landskabelige forhold. Ved kysten er der middelhavsklima med tørre og varme somre og fugtige og regnfulde vintre. I bjergene er der et udpræget bjergklima, hvor det meste af nedbøren om vinteren falder som sne. Ved grænsen mod Syrien er der et tørt steppeklima, mens overgangen til ørkenklima sker i det sydlige Syrien og Jordan. I Beirut ligger dagtemperaturen gennemsnitlig på 18 °C i januar, og 30 °C i juli og august. I december er der gennemsnitlig elleve regndage i Beirut, mens august er aldeles tør.
| Vejr for Beirut, Libanon                                                                 | Vejr for Beirut, Libanon | Vejr for Beirut, Libanon | Vejr for Beirut, Libanon | Vejr for Beirut, Libanon | Vejr for Beirut, Libanon | Vejr for Beirut, Libanon | Vejr for Beirut, Libanon | Vejr for Beirut, Libanon | Vejr for Beirut, Libanon | Vejr for Beirut, Libanon | Vejr for Beirut, Libanon | Vejr for Beirut, Libanon | Vejr for Beirut, Libanon |
|                                                                                          | Jan                      | Feb                      | Mar                      | Apr                      | Maj                      | Jun                      | Jul                      | Aug                      | Sep                      | Okt                      | Nov                      | Dec                      | År                       |
| ---------------------------------------------------------------------------------------- | ------------------------ | ------------------------ | ------------------------ | ------------------------ | ------------------------ | ------------------------ | ------------------------ | ------------------------ | ------------------------ | ------------------------ | ------------------------ | ------------------------ | ------------------------ |
| Gennemsnitlig maks °C                                                                    | 17,4                     | 17,5                     | 19,6                     | 22,6                     | 25,4                     | 27,9                     | 30                       | 30,7                     | 29,8                     | 27,5                     | 23,2                     | 19,4                     | 24,25                    |
| Gennemsnitlig °C                                                                         | 14                       | 14                       | 16                       | 18,7                     | 21,7                     | 24,9                     | 27,1                     | 27,8                     | 26,8                     | 24,1                     | 19,5                     | 15,8                     | 20,87                    |
| Gennemsnitlig min °C                                                                     | 11,2                     | 11                       | 12,6                     | 15,2                     | 18,2                     | 21,6                     | 24                       | 24,8                     | 23,7                     | 21                       | 16,3                     | 12,9                     | 17,71                    |
| Gennemsnitlig nedbør mm                                                                  | 15                       | 12                       | 9                        | 5                        | 2                        | 0                        | 0                        | 0                        | 1                        | 4                        | 8                        | 12                       | 68                       |
| Kilde (2016): "Climate of Beirut" Kilde: Weather and Climate (Погода и климат) (russisk) |                          |                          |                          |                          |                          |                          |                          |                          |                          |                          |                          |                          |                          |

## Demografi
I Libanon er der ikke foretaget nogen folketælling siden 1932, og alle oplysninger om de forskellige folkegruppers størrelse er meget usikre.

### Religion
I 1932 udgjorde de kristnes andel af befolkningen 51,3% og muslimer og drusere samlet 48,3 %. I begyndelsen af 1980-erne skønnedes de kristnes andel at være omkring to tredjedele og muslimernes og drusernes andel en tredjedel. I 2012 skønnedes det, at muslimer udgjorde 54 % af befolkningen (heraf 27 % sunnimuslimer, 27 % shiamuslimer), kristne 40.5 % (heraf 21 % maronitter, 8 % græsk-ortodokse, 5 % græsk-katolske, 6.5 % andre kristne), drusere 5.6 %, desuden fandtes meget få jøder, baha'i, buddhister, hinduer og mormoner.

### Etniske grupper
Ifølge officielle angivelse er 95 % af befolkningen arabisk, 4 % armensk og 1 % tilhører andre.
Maronitter (assyrier/syrier efter deres oprindelige etnicitet) er syriske kristne. Deres historie går tilbage til 600-tallet, da de brød ud af den syrisk-ortodokse kirke og blev en selvstændig kirke samtidig, som de allierede sig med Rom under Johannes Marons styre. De var da bosatte på Libanonbjergets nordlige sider og ernærede sig ved jordbrug. I takt med, at befolkningen voksede, spredte maronitterne sig, især mod syd, til flere steder nede i det nordlige Galilæa. I 1800-tallet begyndte mange maronitter at flytte til byerne langs kysten, især Beirut. I begyndelsen af 1980-erne talte den maronittiske befolkning omkring 100.0000 personer.[kilde mangler]
Armenierne udgør omkring 5 % af Libanons befolkning.[kilde mangler] Det findes armenske politiske partier og flere organisationer. Det tidligere præsident Émile Lahoud var barn af en armensk moder og en fader, som var maronit. Arabere beregnes at udgøre op til 95 % af befolkningen.
Shiamuslimerne genfindes i tre geografiske områder, regionen Jebel Amil i det sydlige Libanon, den nordlige del af Bekaadalen og Beiruts sydlige forstæder. I begyndelsen af 1980'erne skønnedes deres antal til omkring en million mennesker. Traditionelt er det shiamuslimerne i det frugtbare Jebel Amil, som har haft en dominerende stilling. I 1960'erne begyndte shiamuslimer at søge ind til byerne, især Beiruts sydlige forstæder. Siden 1960'erne har shiamuslimernes ledere måttet se deres stilling udfordret af religiøse ledere. Hos de religiøse ledere findes stærke forbindelser til Iran.
Sunnimuslimerne i Libanon udgjorde omkring 600.000 personer i slutningen af 1970'erne.[kilde mangler] Mange sunnimuslimer har i generationer været bosatte i kystbyerne. Det osmanniske rige var ledet af sunnimuslimer, og mange sunnimuslimer i Libanon har traditionelt haft familie- og erhvervsforbindelser uden for Libanon, således i Syrien. Under efterkrigstiden har mange sunnimuslimer kæmpet for, at Libanon skulle gå sammen politisk med Syrien. Men efter mordet på den tidligere statsminister Rafiq Hariri i februar 2005, har mere end 90 % af sunnimuslimerne taget afstand fra Syrien.[kilde mangler]
Libanon havde en befolkning på 70.000-100.000 Mhallami og Rajdiynie arabere forud for den libanesiske borgerkrig (1975-1990).[kilde mangler] De fleste emigrerede til Beirut under 1918-1945 fra Mardin og Diyarbakir i det sydøstlige Tyrkiet. Mhallami og Rajdiynie havde deres oprindelse i den nord-arabisk stamme Bekr Bin Vail, som navngav byen Diyar Bakr, dansk: ~ Bakrs land, det vil sige arabere. De er sunnimuslimer i Safi `i madh'hab. Deres baggrund og retslige stilling skabte en vis uro, da de begyndte at søge asyl i vesteuropæiske lande som Tyskland og Sverige i begyndelsen af 1980.
Druserne i Libanon er den mindste af de fire folkegrupper i Libanon, i slutningen af 1970'erne talte gruppen omkring 250.000 personer.[kilde mangler] Traditionelt var de bosatte på Libanonbjergets sydlige bjergsider og på bjerget Hermon i grænseområderne til Syrien og Israel. I 1500-tallet hjalp druserne de osmanniske tyrkere med at erobre Libanon fra de egyptiske mamelukker, og som tak fik druserne en ledende stilling ved styrelsen af det erobrede område. Deres stilling i forhold til andre grupper har understreget betydningen af intern solidaritet med andre drusere og betydningen af at kunne forsvare sig med vold. Drusernes religiøse ledere har haft en vigtig rolle inden for gruppen. Druserne er opdelte i mindre grupper, de to vigtigste er Yazbeki og Jumblatt.

### Sprog i Libanon
De officielle sprog i Libanon er arabisk og fransk. Desuden tales engelsk og armensk.
Ud over de officielle sprog tales der 3 andre sprog: armensk (ca. 235.000 (1986)), kurdisk (ca. 75.000 (2004)) – der fandtes angiveligt en kvart million kurdere i Libanon (2000), men langt de fleste taler arabisk til daglig), samt engelsk (ca. 3.300 (2004)[kilde mangler])

#### Arabisk
Den syro-libanesiske dialekt af arabisk tales (foruden i Libanon) i Syrien, Jordan og Palæstina.
Dialekten adskiller sig markant fra de arabiske dialekter der tales i Nordafrika. Gennem poesi, litteratur og musik er den libanesiske form for arabisk særligt udbredt overalt i den arabiske verden således, at de fleste arabere forstår den libanesiske dialekt – på trods af at deres egen dialekt adskiller sig markent fra libanesisk.
Den libanesiske dialekt er den dialekt, der er næstmest anvendt i sange og film, kun overgået af egyptisk-arabisk. Man skelner imellem 6 former for libanesisk-arabisk: Nordlibanesisk Arabisk, Sydlibanesisk Arabisk (specielt udbredt blandt den shia-muslimske befolkning, dialekten kaldes også "Metoualy"), Central/Nordlibanesisk-arabisk (specielt udbredt i Libanon- og Antilibanonbjergene), Central/Sydlibanesisk-arabisk (tales af den drusiske befolkning), Iqlim-al-Khurrûb Arabisk (der primært tales af den sunni-muslimske befolkning), samt endelig standardlibanesisk-arabisk, der er baseret på Beirut-dialekt. Endvidere lærer alle libanesere det klassiske arabisk – Fus'ha 'Arabi – i skolen.

#### Fransk
Ca. 16.600 mennesker i Libanon har fransk som modersmål. Disse er primært franskmænd bosat i Libanon. Sproget forstås dog af op mod 65% af befolkningen.

## Statsform og politik
Libanon er et yderst heterogent samfund, og ifølge forfatningen skal alle folkegrupper garanteres plads i statsstyrelsen. Efter 1970- og 1980'ernes borgerkrig afholdtes demokratiske valg for første gang i årtier 1992. Parlamentets mandattid er fire år, og ifølge forfatningen udser parlamentet præsidenten, hvis mandattid er seks år. Libanon er sammen med Israel de eneste demokratiske lande i Mellemøsten.
Politiken i Libanon påvirkes stærkt af religion. I1943 underskrev landets daværende ledelse en aftale, den såkaldte Nationale pagt, (al Mithaq al Watani), som blandt andet regulerede hvilken religion, regeringens embedsmænd skulle tilhøre. Denne aftale blev senere en del af landets forfatning, da man i 1989 undertegnede Taif-aftalen. Dermed skulle parlamentet bestå af kristne, drusere og muslimer. Præsidenten skal være kristen tilhørende den maronitiske kirke, formanden i parlamentet skal være en shiamuslim, og statsministeren skal være en sunnimuslim.

## Administrativ inddeling
Libanon er inddelt i seks guvernementer (muhafazah).
|   | Guvernement    | Administrationscentrum | Indbyggertal (anslået)  | Libanons guvernementer |
| - | -------------- | ---------------------- | ----------------------- | ---------------------- |
| 1 | Beirut         | Beirut                 | ca. 2,4 millioner(2011) |                        |
| 2 | Libanonbjerget | Baabda                 | 2.543.578(2015)         |                        |
| 3 | Nord           | Tripoli                | 807.204                 |                        |
| 4 | Beqaa          | Zahleh                 | 750.000                 |                        |
| 5 | Nabatiye       | Nabatiye               | 316.541                 |                        |
| 6 | Syd            | Sidon                  | 500.000                 |                        |

Guvernementerne er inddelt i distrikter og videre inddelte i kommuner.
To nye guvernementer er planlagte men ikke indført: Akkar (fra Akkar distrikt) og Baalbek-Hermel (fra Baalbek distrikt og Hermel distrikt).

## Økonomi
Lige siden borgerkrigens afslutning har en del af Libanons økonomi gået til reparationer af bygninger. Landet har nu gode økonomiske midler og er et af de lande med bedst velfærd i Mellemøsten. De seneste år er Libanons økonomi forbedret mærkbart og bliver bedre. Siden 1990-erne har man stræbt efter at på ny blive Mellemøstens bankcentrum. Fra 1960 til 2006 er den personlige indkomst i gennemsnit vokset fra 2,400$ til 3,676$ år 2006 ). Under samme periode er den forventede livslængde i Libanon vokset fra 61 år 1960 til 72 år 2006. Ifølge CIA-factbook var indkomsten $14,200 (2010 est.)

## Infrastruktur
Infrastrukturen blev helt eller delvis ødelagte under borgerkrigen i 1970'erne og 1980'erne. I dag er store dele dog genopbygget, og hvor det ikke er sket endnu, er det planlagt at gennemføre det.

### Flyforbindelser
Beiruts største internationale lufthavn er Rafiq Hariri International Airport hvorfra flere større flyselskaber opererer. Lufthavnen, som er bygget i 1954, var et større international mødested i tiden fra 1950'erne og frem til 1970'erne. I 1977 gennemgik lufthavnen en vis renovering. Fra og med slutningen af 1990'erne har flyvepladsen gennemgået endnu en større renovering og er i dag en meget moderne lufthavn med høj standard og er fuldt sammenlignelig med moderne lufthavne i Europa. Under kampe under borgerkrigen i Libanon blev også lufthavnen udsat. Angreb og attentater forekom i visse tilfælde.
MEA (Middle East Airlines) er Libanons statslige flyselskab. Det anvendte sin flyflåde til at evakuere libanesiske minoriteter fra Sierra Leone under borgerkrigen der.

### Jernbaner
Et lille antal jernbaner har eksisteret i Libanon. I dag er disse jernbaner ikke i drift, da de er blevet skadet under den tidligere borgerkrig. Da jernbanerne var i drift, gik først og fremmest en jernbanelinje fra Beirut nordpå til Syrien. Denne gik langs med kysten og udmærkende for denne jernbane var havudsigten. På denne jernbanelinje gik regelmæssigt sovevogne til Aleppo og videre til den asiatiske del af Istanbul. Disse sovevogne gjorde det muligt at rejse med tog til Europa til trods for, at dette tog flere dage og krævede togskifte i Istanbul. Disse sovevogne forsvandt, da borgerkrigen var i gang og siden anvendtes jernbanerne kun til lokal trafik med motorvogne. I 1980'erne fandtes en del af disse motorvogne endnu, men trafikken var meget sparsom, og nogen mulighed for at rejse længere strækninger fandtes ikke, og slet ikke ud af landet. I 1990'erne var også denne trafik forsvundet. Jernbanenettet er i dag i dårlig stand og stedvis ikke brugbar. Trods dette findes nogle motorvogne endnu og venter på at eventuelt kunne anvendes. Dette er dog mindre sandsynligt, da de stammer fra 1950'erne og har opnået en høj alder. Det er derfor mere sandsynligt, at man anskaffer sig andre typer af jernbanevogne i bedre stand. Trods jernbanernes stand findes der planer om genopbygning af jernbanenettet. Også internationale tog som de gamle sovevognstog er med i planerne, men i en mere moderne form. Endnu er genopbygningsarbejdet dog ikke påbegyndt, da andre projekter prioriteres højere.

### Vejnet
Samlet set har Libanon en forholdsvis ujævn vejstandard. De mindre veje kan være smalle og snoede. Alligevel er udbygning sket. I tiden før borgerkrigen investeredes en del i udbygningen af veje, og ved Beirut byggedes en del større veje. Under borgerkrigen satsedes der ikke på vejnettet. I stedet forfaldt dette, og visse dele blev ødelagt. I dag satses der stort på vejnettet. Med Beirut som udgangspunkt går i dag to vigtige motorveje, hvoraf den ene i sydlig og den anden i nordlig retning. Begge motorveje følger overvejende kysten. Endnu er motorvejene ikke ført frem til nogen grænse, men der er planer om at forlænge motorvejen til Syrien. Den nordlige motorvej er under forlængelse mod grænsen til Syrien og på sigt vil den blive forbundet med en syrisk motorvej. På lang sigt vil dette indebære en motorvejsforbindelse, som forbinder de libanesiske motorveje med de europæiske, da der er planer om at forbinde motorvejene i Mellemøsten både indbyrdes og med Europas motorvejssystem.

## Uddannelse
Skolegang er obligatorisk i Libanon men ikke gratis de første otte år, og andelen, som deltager i undervisningen, udgør 99 %. Læse- og skrivekundskaben i befolkningen var i 2011 97,4 %.

## Kultur
Libanon har en mangfoldig og levende kultur. I landet findes fem af verdens kulturarvsmonumenter.
Libanon er medlem af Organisation internationale de la Francophonie. Derfor er de fleste libaneser tosprogede: arabisk og fransk. Engelsk er blevet ret populært, især blandt universitetsstuderende.
Landet er ikke kun et sted, hvor kristendom blandes med islam, det har også fungeret som den arabiske indfaldsport til Europa og Europas bro til den arabiske verden.
Det libanesiske køkken er berømt.[kilde mangler]

### Film
Der er indspillet film i Libanon siden 1930, og landet har produceret over hundrede film. En berømt skuespillerinde og regissør er Nadine Labaki.